# Concept musical
Il Concept Musical è un tipo di musical in cui non viene data molta importanza alla storia narrata, ma al messaggio che essa trasmette.
Il termine "Concept" nacque negli anni 70, ma ci sono già esempi dagli anni '40: "Allegro" sul significato della vita, "Love Life" sui problemi sociali della vita di coppia.
Questo tipo di musical diventa importante negli anni 60, periodo in cui nascono molti ideali che si possono veicolare attraverso la musica: "Hair" che potremmo tradurre con "Capelloni" e che canta il credo dell'ideologia hippie.